# ГР-1
ГР-1 (сокр. Глобальная ракета, индекс УРВ РВСН — 8К713) — советский нереализованный проект трёхступенчатой глобальной баллистической ракеты с отделяющейся термоядерной головной частью дальностью полёта до 40 тысяч километров.
Кроме обычных возможностей для поражения целей по баллистическим траекториям, глобальная ракета позволяла выводить головную часть (ГЧ) на орбиту искусственного спутника Земли (ИСЗ) и поражать цель путём торможения ГЧ в заданный момент времени полёта её по круговой орбите ИСЗ.

## Предыстория
Идея создания сверхдальнобойных ракет для покрытия всего земного шара была не нова. Американцы приступили к созданию сверхмощных ракетных двигателей с тягой превышающей миллион фунтов (453 тонны) ещё в 1953 году, 
в 1958 году было официально объявлено об уже ведущихся работах над суперракетами, в дополнение к имеющимся «Юпитеру», «Атласу» и экспериментальному «Минитмену», но за пределы опытно-конструкторских работ и стендовых испытаний ракетных двигателей дело не дошло в силу нецелесообразности и бесперспективности (географическое расположение СССР относительно Соединённых Штатов и стран НАТО делало ненужным разработку ракет с дальностью стрельбы свыше уже имеющихся межконтинентальных ракет и БРСД, появление других вероятных противников для применения сверхдальнобойных ракет в обозримом будущем не предвиделось). Тематика создания сверхмощных ракетных двигателей была полностью передана НАСА из компетенции Управления стратегических ракетных сил ВВС США в целях освоения космоса (между тем, двигатели с тягой свыше миллиона фунтов были созданы и успешно испытаны отдельно друг от друга компаниями Aerojet General и North American Rocketdyne, работу по глобальным системам наведения выполняли по отдельности Arma и IBM).
В Советском Союзе через несколько лет подхватили заброшенную американцами инициативу и приступили к разработке собственных глобальных ракет.

## История разработки
Официальным началом работ по созданию ГР-1 считается 1962 год, когда были приняты соответствующие постановление ЦК КПСС и Совета Министров СССР № 1021—436 от 12 мая 1962 года и приказ Государственного комитета по оборонной технике (ГКОТ) № 640/06 от 13 октября 1962 года.
В начале 1962 года велись работы по лётно-конструкторским испытаниям (ЛКИ) межконтинентальной баллистической ракеты Р-9. Соответственно, за основу проекта глобальной ракеты ГР-1 В ОКБ-1 было решено взять один из вариантов ракеты Р-9 — её модификацию Р-9М (индекс — 8К77) с использованием на первой ступени двигателей НК-9, разработки ОКБ-276. 
Ракету ГР-1 проектировали трёхступенчатой, для обеспечения вывода ГЧ заданной мощности на НОО высотой порядка 150 км с последующей выдачей тормозного импульса.
Проект новой глобальной МБР получил индекс 8К713. Непосредственное проектирование велось в специальном отделе № 3 ОКБ-1, группой конструкторов, что ранее были задействованы в проекте по ракете Р-9. Отдел возглавлял Сергей Сергеевич Крюков, баллистические расчёты проводил С. О. Лавров и Р. Ф. Апазов. Разработка системы управления (СУ) велась в НИИ-885, под руководством Николая Алексеевича Пилюгина, стартового комплекса в ГСКБ «Спецмаш», под руководством Владимира Павловича Бармина.
С самого начала ракета ГР-1 проектировалась как многоцелевая боевая баллистическая ракета, на базе которой предполагалось создать целый комплекс вооружения, способный решать весь спектр стратегических и тактических задач 1960-х годов, а за счёт широкой межвидовой унификации существенно упростить и удешевить производство и эксплуатацию ракет. В проектах стартового и наземного оборудования была предусмотрена возможность запуска и обслуживания всех нижеуказанных ракетных комплексов:
- трёхступенчатой многоцелевой ракеты ГР-1 (индекс — 8К713) в межконтинентальной версии с дальностью до 13 000 км и глобальной версии с практически неограниченной дальностью действия (40 000 км);
- противоспутниковой ракеты 8К513, способной поражать спутники на низких орбитах (НОО);
- двухступенчатой баллистической ракеты дальнего действия (БРДД) на базе первой и второй ступеней ракеты ГР-1;
- одноступенчатой баллистической ракеты среднего действия (БРСД) на базе первой ступени ракеты ГР-1.

В первом техническом проекте по новой глобальной ракете ГР-1 в качестве основных узлов предполагалось использовать первую ступень от ракеты Р-9М (8К77), вторую ступень на основе блока «И» ракеты-носителя «Молния» (индекс — 8К78) и различные варианты третьей ступени от других МБР или модифицированного блока «Л» ракеты-носителя «Молния». Впоследствии, в процессе более глубокой проработки проекта, конструкция ракеты была сильно изменена, а именно был увеличен запас топлива первой ступени. Вторая ступень ракеты, напротив, стала короче, в результате чего конструкция бака с горючим была изменена, а бак окислителя переместился вверх, в отличие от второй ступени ракет Р-9А и блока «И» от РН «Молния».
В ходе проектирования конструкторы применяли расчёты с использованием ЭВМ, в частности, таким образом были рассчитаны эпюры продольных и перерезывающих сил, а также продольных нагрузок.
Эскизный проект ГР-1 был завершен в мае 1962 года, ещё до выхода соответствующих директивных документов. В том же году были построены три или четыре, по разным данным, стендовых и макетных экземпляров ракеты. По крайней мере часть ракет была произведена на заводе «Прогресс» в Куйбышеве. 
Параллельно с работами над эскизным проектом велись работы по созданию наземной инфраструктуры для испытаний и эксплуатации ГР-1 на космодроме Байконур.
6 декабря 1963 года приказом командира в/ч 44275 была создана нештатная технологическая группа по испытаниям изделия 8К713 на площадке 51 космодрома Байконур. В 1964 году к работам по наземным испытаниям подключилась группа № 3 в/ч 44275 численностью 169 военнослужащих, ранее работавших по ракете Р-9 (8К75).
На ранних этапах проектных работ по ГР-1 предполагалось использовать те же стартовые позиции, что создавались для ракеты Р-9, но для ракеты 8К713 построили новый стартовый комплекс с полной автоматизацией предстартовых операций. 
ГР-1 комплектовалась контейнером, служащим для транспортировки и пуска, а также для прокладки заправочных и других коммуникационных связей между ступенями ракет и наземным оборудованием.
В 1964 году реализация проекта по ракете ГР-1 достигла высокой степени готовности, но США и СССР подписали договор об ограничении атомных вооружений в космосе и все работы были свёрнуты. 
1 декабря 1966 года испытательная группа № 3 на космодроме Байконур была расформирована, но обслуживание стартовых сооружения для ракеты ГР-1 было продолжено.

## Конструкция
Ракета ГР-1 была трёхступенчатой, все три ступени соединялись через ферменные переходники.

### Первая ступень
Блок первой ступени состоял из следующих конструктивных элементов:
- хвостовой отсек с четырьмя двигателями в хвостовой юбке;
- бак горючего;
- межбаковый отсек;
- бак окислителя;
- ферменный переходник;

Внутри конической хвостовой юбки хвостового отсека первой ступени было размещено четыре четырёхкамерных жидкостных ракетных двигателя (ЖРД) замкнутого цикла НК-9 (индекс — 8Д517), разработанный в ОКБ-276 под руководством Николая Дмитриевича Кузнецова. Двигатель был установлен в шарнирах и имел возможность качания в одной плоскости. На внешней обшивке хвостовой юбки были размещены четыре решетчатых стабилизатора, которые при транспортировке были прижаты к хвостовому отсеку, а после старта откидывались в полётное положение.
Основные параметры первой ступени:
- Общая длина — 18,34 м;
- Максимальный диаметр — 2,9 м;
- Диаметр баков — 2,68 м;
- Максимальный поперечный размер по стабилизаторам — 4,8 м;
- Число и тип двигателя — 4×НК-9 (8Д717);
- Тяга на уровне моря — 152 тс;
- Удельный импульс у Земли — 286,5 сек;
- Тяга в вакууме — 174 тс;
- Удельный импульс в вакууме — 328 сек.

### Вторая ступень
Силовая схема второй ступени осуществляла передачу тяги непосредственно на нижнее днище бака горючего, к которому через цилиндрический межбаковый отсек крепился бак окислителя.
Блок второй ступени был оснащён одним шарнирно закрепленным ЖРД замкнутого цикла НК-9В (индекс — 11Д53), разработанный в 1962 году в ОКБ-276 под руководством Николая Дмитриевича Кузнецова. Двигатель был закреплен в карданном подвесе для качания в двух плоскостях, имел рулевые машины, два сопла крена, агрегат подачи топлива в камеру сгорания, агрегаты управления тягой, соотношением компонентов и соплами крена.
Основные параметры второй ступени:
- Общая длина — 10,252 м;
- Максимальный диаметр — 2,689 м;
- Диаметр баков — 2,68 м;
- Число и тип двигателя — 1×НК-9В;
- Тяга в вакууме — 46 тс;
- Удельный импульс в вакууме — 345 сек.

### Третья ступень
Блок третьей ступени состоял из следующих конструктивных элементов:
- тороидальный бак горючего;
- бак окислителя — конструкция бака была разделена при помощи цилиндрической обечайки на две полости, во внутренней размещался эластичный вытеснительный мешок;
- приборный отсек — конструкция конической формы, которая также выполняла функцию переходника к ГЧ, а во внутреннем отсеке на пластинах из многослойной фанеры монтировались основные приборы системы управления;
- межбаковый отсек;
- ферменный переходник;

Система управления предполагала управление по крену небольшими соплами, расположенными между баками на наружной поверхности силового корпуса. Блок третьей ступени имел систему обеспечения повторных запусков двигателя. Компоненты топлива осаживались с помощью двух сопел, работавших на сжатом азоте. Первые порции окислителя вытеснялись в турбонасосный агрегат (ТНА) двигателя из внутренней полости бака, горючее поступало самотёком, а ТНА раскручивался от пиростартера.
В проёме бака горючего третьей ступени должен был располагаться маршевый однокамерный ЖРД замкнутого цикла 8Д726, разработанный в ОКБ-1. Согласно проектной документации двигатель третьей ступени предполагалось включать в полёте, как минимум два раза, причём повторные запуски должны были осуществляться в условиях невесомости.
Основные параметры третьей ступени:
- Общая длина — 6,788 м;
- Максимальный диаметр — 2,35 м;
- Число и тип двигателя — 1×8Д726;
- Тяга в вакууме — 6,8 тс;
- Удельный импульс в вакууме — > 340 сек.

### Головная часть
Коническая головная часть ГР-1 состоял из следующих конструктивных элементов:
- силовой корпус, покрытый абляционной защитой;
- боевая часть (БЧ) с термоядерным зарядом;
- регулятор движения головной части (РДГЧ) — конструкция в форме конической юбки в хвостовой части боеголовки.

БЧ выводилась на околоземную орбиту и могла совершить несколько витков. Во время полёта высота орбиты уточнялась с помощью бортового радиовысотомера. Перед выдачей тормозного импульса боеголовка довольно хитро ориентировалась, совершая почти полный разворот: угол между её продольной осью и вектором орбитальной скорости составляет около 120°. Затем двигатель включался повторно, уже на торможение, и боеголовка сходила с орбиты, пикируя на цель. Настильная траектория снижения позволяла БЧ быть практически невидимой для радиолокаторов ПРО вероятного противника.

## Примечание
1. ↑  Missile and Space Projects Guide 1962. — N.Y.: Springer, 1962. — P. 147 — 235 p.
2. ↑  Big Missiles. // Military Review. — November 1958. — Vol. 38 — No. 8 — P. 73.
3. ↑  Lutvak, Mark. The Technic Spotlights Progress. // The Michigan Technic. — October 1960. — Vol. 79 — No. 1 — P. 43.
4. ↑  Parallel ICBM Studies. // Aviation Week & Space Technology. — February 25, 1963. — Vol. 78 — No. 8 — P. 34.
5. 1 2 3  НК, 08, 2009, с. 66.
6. 1 2 3 4 5 6 7 8 9  НК, 08, 2009, с. 67.
7. ↑  НК, 08, 2009, с. 68.

## Статьи
- Афанасьев И., Воронцов Д. Парадная ракета // Новости космонавтики. — М., 2009. — Т. 19, вып. июнь, № 8.
- Филимонов Ю. Н., Шевчук В. Т. Учебно-методическое пособие по лабораторной работе „Изучение изделия С1.54.00“. — СПб.: БГТУ «Военмех» им. Д. Ф. Устинова, 1986.